# Andorra (Teruel)
Andorra es un municipio y villa de la provincia de Teruel, en la comunidad autónoma de Aragón (España) y capital de la comarca de Andorra-Sierra de Arcos. Cuenta con una población de 7258 habitantes (INE 2024), es el tercer municipio más poblado de la provincia de Teruel.

## Toponimia
La denominación Andorra podría derivar de su significado celta, «puerta de los vientos», basándose en su localización; también se relaciona con la palabra raízurr (en euskera «cerro»), de donde proviene el vocablo «andurrial», terreno escabroso lleno de maleza.
Asimismo existe una explicación legendaria del topónimo, fundada en que la devoción a San Macario Abad, patrono de la villa, procede del valle de Andorra, en el actual principado, que en aquellos tiempos le veneraba como tal. Como abogado de los herniados realizó numerosos milagros en esta región que llevaron a cambiar el nombre original de «Las Masadicas Royas» por el de «San Macario de Andorra», quedando el nombre finalmente reducido a «Andorra».

## Geografía
Andorra está situada entre los valles de los ríos Martín y Guadalope, junto al pequeño río Regallo. Está emplazada en la ladera de una colina a 714 m sobre el nivel del mar, donde tuvo su origen, si bien ahora se ha ido desplazando hacia el llano. El geógrafo e historiador Pascual Madoz, en 1845, señalaba que la localidad estaba asentada «en la falda de una colina bastante elevada, donde la combaten todos los vientos; disfruta de alegre cielo y de un clima muy sano».
Actualmente, en el casco urbano se diferencian distintos sectores. En primer lugar, el casco antiguo, en torno a la iglesia, con calles suavemente empinadas. Un segundo sector es el Barrio de la Estación, edificado por la empresa Calvo Sotelo cuando fue encargada de la explotación de las pizarras bituminosas y carbones pobres en 1944. La misma empresa construyó años más tarde otro barrio, denominado popularmente «El Poblado».

## Historia
A 1,5 km al este de la localidad se encuentra el montículo llamado «Cabecico Royo», que contiene un yacimiento arqueológico de la primera Edad del Hierro, del que son visibles restos de viviendas rectangulares. A 2,5 km en dirección al camino de Albalate del Arzobispo, en el término de La Cerrada, se localiza otro poblado de la primera y segunda Edad del Hierro, en donde se pueden apreciar casas de reducido tamaño así como calles.
Asimismo, en el término municipal existen varios yacimientos ibéricos localizados en los alrededores de la población. Entre ellos sobresale el Poblado de El Cabo, importante asentamiento que data del siglo V a. C. La excavación completa y sistemática de este poblado se llevó a cabo por la proximidad de una explotación minera, junto a la cual se emplazaba el yacimiento. Al finalizar las excavaciones, los restos arqueológicos más significativos y los elementos líticos de más interés fueron desmontados y trasladados al Monte San Macario. Este proyecto ha sido pionero en España, ya que nunca antes se había realizado el traslado y la restitución de un poblado ibérico conservando todas sus características principales.
Andorra aparece por primera vez documentada el 27 de septiembre de 1148, con motivo de la donación de varias iglesias por parte de Bernardo II, obispo de Zaragoza, a la Seo de San Salvador de Zaragoza, para pagar el vestuario de los canónigos regulares, según consta en los cartularios mayor y menor de dicha catedral.
El núcleo de la población fue fundado en el siglo XII como barrio ganadero de Albalate del Arzobispo —cuenta la tradición que san Macario fue el fundador—, recibiendo el nombre de «Las Masadicas Royas». El título de «Muy Noble Villa» le fue concedido en el siglo XIII por Jaime I el Conquistador por la ayuda prestada por los andorranos en la conquista de Valencia. En aquella época la localidad pertenecía a los dominios del Arzobispado de Zaragoza, hasta que en 1613 logró su independencia al concederle el arzobispo Pedro Manrique la jurisdicción civil y criminal, siendo confirmado dicho privilegio por el monarca Felipe III. Tuvo familias y apellidos distinguidos, entre los que cabe destacar a los Alcaine, que poseyeron una magnífica mansión que todavía hoy conserva su escudo heráldico en la fachada.

### Edad Contemporánea
Pascual Madoz, en su Diccionario geográfico-estadístico-histórico de España de 1845, refiere que Andorra:

Cuenta 360 casas, en general de dos pisos y de buenas comodidades, distribuidas en varias calles espaciosas, empedradas y limpias, y dos plazas, denominadas la una de la Iglesia y la otra Nueva; la primera tendrá 40 varas de largo y 30 de ancho, desembocando 5 calles en ella, y la segunda que se halla colateral á la parte derecha de la iglesia, constará de 30 varas de largo sobre 24 de ancho.

En cuanto al terreno, lo describe como:

bastante llano, escepto [sic] por la parte del SE. y N., entre los cuales corre una cordillera poblada de pinar, romero, sabina y coscojo útiles, solo para el combustible, y abundantes yerbas de pasto.

En la guerra civil española Andorra se constituyó en colectividad, repartiéndose la tierra en cuarenta y ocho granjas, estando al frente de cada una de ellas un responsable ante el Consejero de Agricultura del Comité Local. Los diversos productos del campo se almacenaban en la iglesia parroquial, distribuyéndose entre los vecinos mediante bonos o vales. Todo lo que se necesitaba —incluidas consultas al médico o al veterinario— se conseguía mediante una autorización y sin pago de ninguna clase. Ya avanzada la contienda, Andorra fue tomada por el ejército de Franco el 13 de marzo de 1938, en el transcurso de la denominada ofensiva de Aragón.
A finales de la década de 1940 se puso en marcha la construcción de un ferrocarril de carácter minero-industrial para dar salida al lignito extraído de la cuenca minera andorrana, la línea Andorra-Escatrón. El trazado se inauguró oficialmente el 16 de junio de 1953. En Andorra se levantó una estación de ferrocarril, que disponía de amplias instalaciones para material motor y material móvil, talleres, almacenes. Con el paso de los años, debido al hecho de que esta fue una de las últimas líneas férreas españolas que mantenía operativa la tracción de locomotoras de vapor, Andorra se convirtió en un punto de encuentro de los aficionados al ferrocarril.

## Demografía
Andorra cuenta con una población de 7258 habitantes (INE 2024).
| Gráfica de evolución demográfica de Andorra entre 1842 y 2021                                                       |
| |
| Población de derecho según los censos de población del INE Población de hecho según los censos de población del INE |

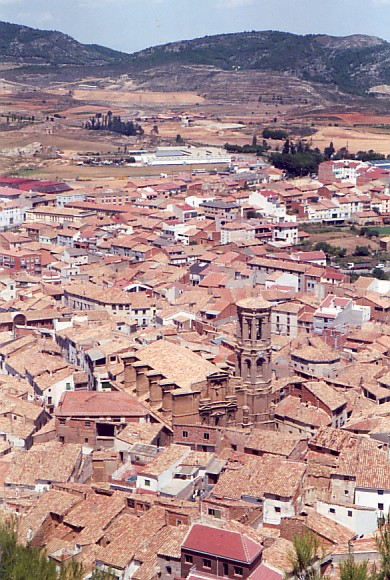
Panorámica de Andorra correspondiente al año 1992

En 1495, Andorra contaba con 136 «fuegos» u hogares, lo que equivale a unos 600 habitantes. El censo de España de 1857 registra una población de 1969 habitantes para Andorra, habiendo aumentado a 2416 en 1877.
El auge demográfico, iniciado a partir del descubrimiento de lignitos en 1914, se vio frenado en la década de 1960. A partir de la inauguración de la central térmica en 1978, el número de habitantes comenzó de nuevo a ascender, aunque de forma paulatina. Es notorio el asentamiento en bloque de cien familias procedentes de Escatrón.

## Economía

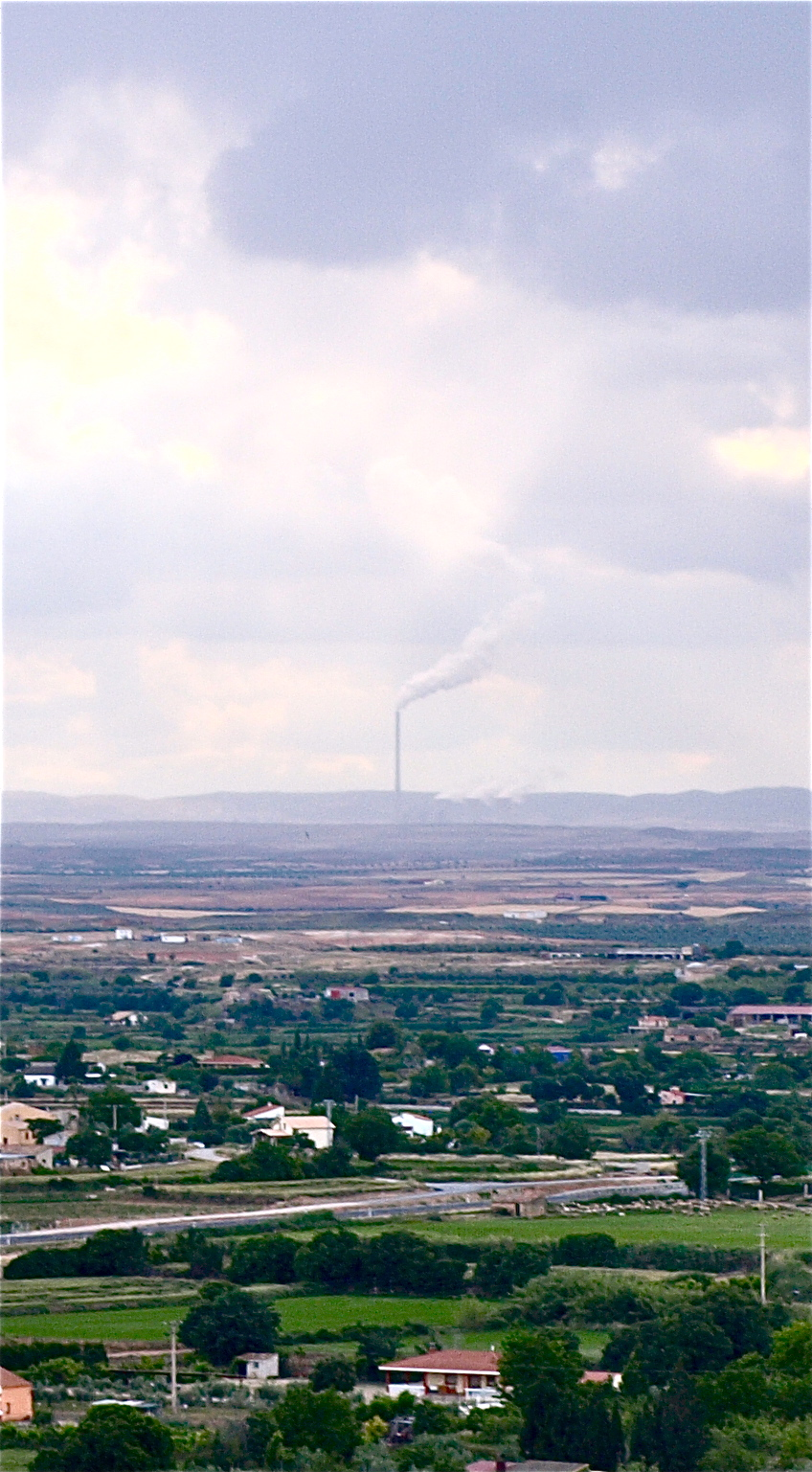
Central térmica de Andorra. Entró en funcionamiento en el año 1981 y tuvo una potencia de 1101,4 MW

En el pasado, el sector agrario constituía la base económica de la villa con el cultivo de cereales y olivos, complementado con la ganadería. A mediados del siglo XIX, Pascual Madoz menciona la producción de trigo, cebada, vino, aceite, seda y miel en la localidad, además de la cría de ganado lanar y caprino, indicando que se prefiere la primera a la segunda. Asimismo, refiere la existencia de «tres telares de lienzos ordinarios y un molino de aceite».
Sin embargo, el descubrimiento de lignito en 1914 por afloramientos y fósiles característicos, cambió la economía de la zona. De 1914 a 1918 se trabajó intensamente en la mina «Barrabasa», en el término de Alloza. Posteriormente la actividad minera languideció hasta 1936, cuando tomaron de nuevo impulso la citada mina y otra, en el término de Andorra, denominada «Colectivizada Andorrana», que en 1936 cambió su nombre por el de «Previsión Rectificada». Hacia 1941, entró en funcionamiento la mina «María», también en Andorra, mientras que la «Barrabasa» se cerró en torno a 1946 por estar casi agotada.
A partir de la década de 1950, la principal actividad de la villa está ligada al sector industrial, en concreto a la extracción de lignito en minas subterráneas, al estar Andorra en una de las cuencas mineras más importantes de la península ibérica. Con el fin de dar salida al carbón extraído en la zona, se construyó un ferrocarril minero que uniera Andorra con Escatrón, inaugurado en 1953. Su titularidad era privada, comenzando la actividad por iniciativa de la Empresa Nacional Calvo Sotelo (ENCASO), integrada posteriormente en Endesa.
A partir de la década de 1980, las minas subterráneas de carbón fueron dando paso a grandes explotaciones a cielo abierto. En la actualidad ya no hay explotaciones de carbón en activo, aunque se mantiene la explotación de otros materiales como arcillas y rocas industriales. Esto también marcó el declive de la actividad ferroviaria en la zona, pues el carbón empezó a ser traído desde otros puntos.
La puesta en marcha de la central térmica de Andorra en 1981 supuso el comienzo de una nueva actividad, la producción eléctrica, ligada al sector energético. La central constaba de un almacenamiento de carbón, una chimenea —cuya altura alcanza los 343 m—, una instalación de elevación de cenizas y tres grupos de generación. No obstante, su actividad ha propiciado una importante degradación ambiental en las zonas limítrofes debido a sus emisiones de gases contaminantes, siendo considerada una de las más contaminantes dentro de su categoría en Europa. El cierre de la central se produjo el 30 de junio de 2020.
Paralelamente, la agricultura de secano se halla en recesión, a excepción del olivo. Tan solo el 30 % del suelo agrícola se dedica al cultivo, siendo mucho mayor el porcentaje dedicado a otros usos (50 %). Asimismo, destaca el elevado porcentaje de barbecho que se aplica en la comarca. Los principales cultivos son el olivo, el almendro y los frutales de regadío. El viñedo no pasa de ser un cultivo muy marginal solo para autoconsumo.

## Administración y política

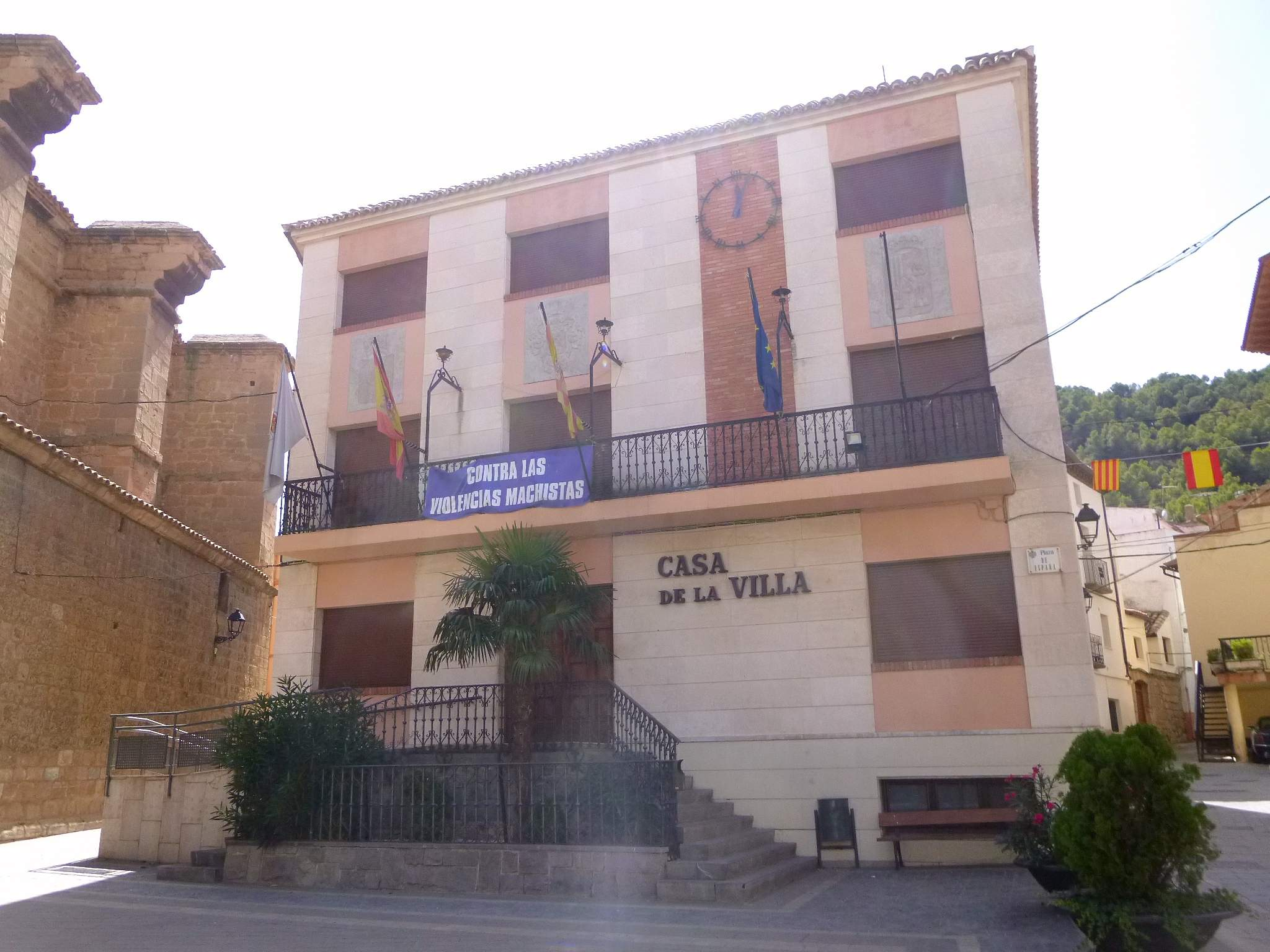
Ayuntamiento de Andorra

| Periodo   | Nombre                       | Partido | Partido                                            |
| --------- | ---------------------------- | ------- | -------------------------------------------------- |
| 1979-1991 | Isidro Guía Mateo            |         | Partido de los Socialistas de Aragón (PSOE-Aragón) |
| 1991-1993 | Salustiano Sánchez Martín    |         | Centro Democrático y Social (CDS)                  |
| 1993-1999 | Isidro Guía Mateo            |         | Partido de los Socialistas de Aragón (PSOE-Aragón) |
| 1999-2011 | Luis Ángel Romero            |         | Izquierda Unida (IU)                               |
| 2011-2019 | Sofía Ciércoles Bielsa       |         | Izquierda Unida (IU)                               |
| 2019-2023 | Antonio Amador Cueto         |         | Partido de los Socialistas de Aragón (PSOE-Aragón) |
| 2023-act. | Rafael Santiago Guía Marqués |         | Partido de los Socialistas de Aragón (PSOE-Aragón) |

| Partido político    | Partido político                                   | 2003   | 2007   | 2011   | 2015   | 2019   | 2023   |
| Partido político    | Partido político                                   | Ediles | Ediles | Ediles | Ediles | Ediles | Ediles |
|                     | Partido de los Socialistas de Aragón (PSOE-Aragón) | 4      | 4      | 3      | 3      | 5      | 5      |
|                     | Izquierda Unida (IU)                               | 5      | 6      | 5      | 4      | 2      | 2      |
|                     | Partido Popular de Aragón (PP)                     | 4      | 3      | 4      | 2      | 2      | 2      |
|                     | Partido Aragonés (PAR)                             | 0      | 0      | 1      | 2      | 2      | 2      |
|                     | Vox                                                | —      | —      | —      | —      | —      | 1      |
|                     | Teruel Existe (TE)                                 | —      | —      | —      | —      | —      | 1      |
|                     | Ciudadanos (CS)                                    | —      | —      | —      | —      | 1      | —      |
|                     | Elijo Andorra                                      | —      | —      | —      | —      | 1      | —      |
|                     | Chunta Aragonesista (CHA)                          | 0      | 0      | 0      | 1      | 0      | 0      |
|                     | Asamblea Abierta de Andorra                        | —      | —      | —      | 1      | 0      | —      |
| Total de concejales | Total de concejales                                | 13     | 13     | 13     | 13     | 13     | 13     |

## Cultura

### Patrimonio

#### Civil
En la plaza de la Iglesia sobresalen las arcadas de la antigua Lonja, así como la Casona de los Alcaine, de gran valor arquitectónico. Esta última posee catorce tramos de galería aragonesa y sobre su puerta de entrada ostenta un escudo heráldico en alabastro en el que figura la inscripción «Año 1651».
En el entorno de la iglesia de la Natividad se encuentra el Horno de Pan Cocer, del siglo XVIII, hoy sede de la Colección Etnográfica «Ángel García Cañada», que recoge una amplia muestra de oficios perdidos y recuerdos del pasado Frente a la fachada de este edificio se yergue el busto de José Iranzo Bielsa, el «Pastor de Andorra», ilustre hijo de la villa. El «Centro Pastor de Andorra», emplazado en una casa del siglo XIX, es un espacio dedicado a la jota y al folclore musical aragonés. En él se pueden ver y oír los principales instrumentos del folclore de Aragón, así como conocer a los personajes más significativos de los dances aragoneses.

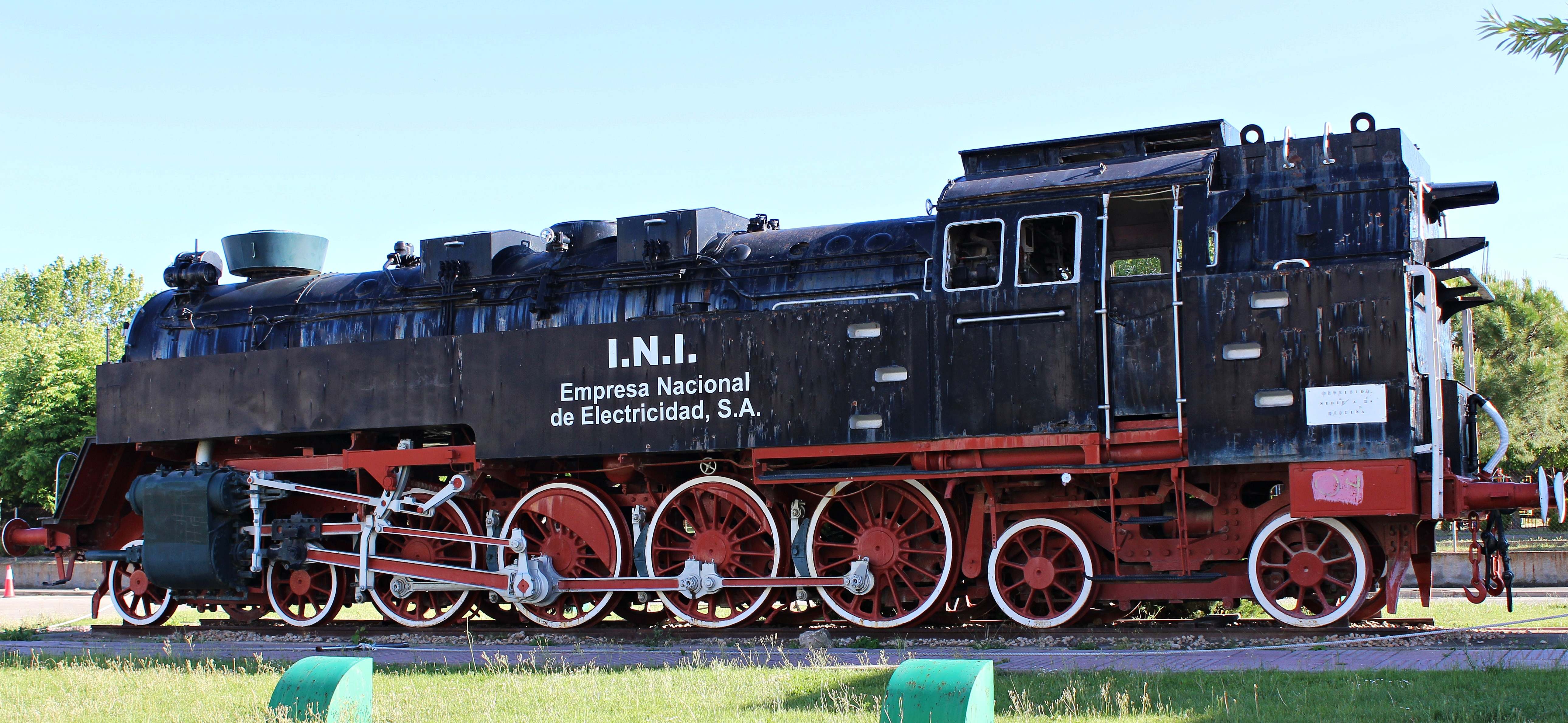
La locomotora «Andorra» en 2019

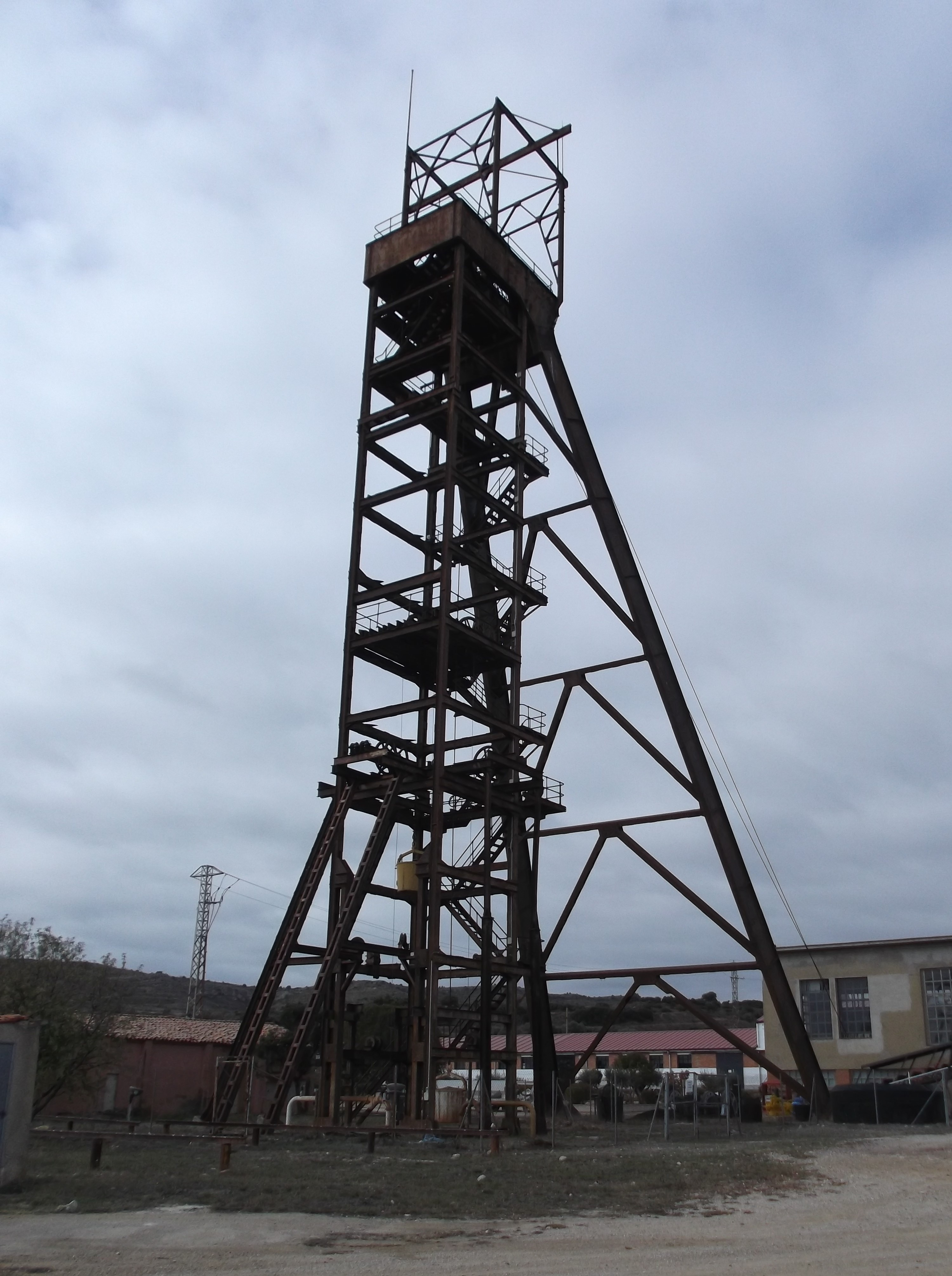
Castillete del Pozo de San Juan.

El Museo de la Semana Santa, ubicado en lo que fuera un almacén municipal, da a conocer la Semana Santa de Andorra. Entre otras cosas, recrea la tradición de «romper la hora», consistente en la reunión de tambores y bombos en una plaza para tocar al unísono un toque que conmemora el fallecimiento de Jesucristo. Asimismo, el municipio cuenta con un Monumento a la Semana Santa, escultura de Pedro Fuertes, que plasma la importancia que tiene esta celebración en la sociedad andorrana.
En el complejo de la antigua estación de ferrocarril, hoy reconvertido en polígono industrial, se puede contemplar una máquina de vapor —la locomotora «Andorra»— que transportó durante décadas el carbón extraído en las minas hasta la central térmica de Escatrón. El Monumento de los Joteros y el Monumento al Labrador y al Minero —obra realizada en bronce y acero por el escultor José Gonzalvo Vives y símbolo de la historia de Andorra— son también puntos de interés de la villa.
La importancia de la minería en Andorra queda plasmada en el Parque Tecnológico Minero MWINAS. En él se muestra la comarca entera como un museo a cielo abierto cuyo hilo conductor es la minería, ofreciendo una visión de la historia de este sector. El Pozo de San Juan funciona como centro de visitantes y museo. Junto al «Castillete», esbelta estructura de hierro desde la que se tiene una espectacular vista de la villa minera, hay un parque escultórico que expone una colección de grandes máquinas. Un viejo almacén, que formaba parte de las instalaciones abandonadas del Pozo de San Juan, constituye actualmente un espacio expositivo sobre el oficio del minero gracias a un conjunto de fotografías, planos, herramientas y maquetas. Es también interesante el tren minero, fiel reproducción de una locomotora Baldwin de la década de 1920.

#### Religioso

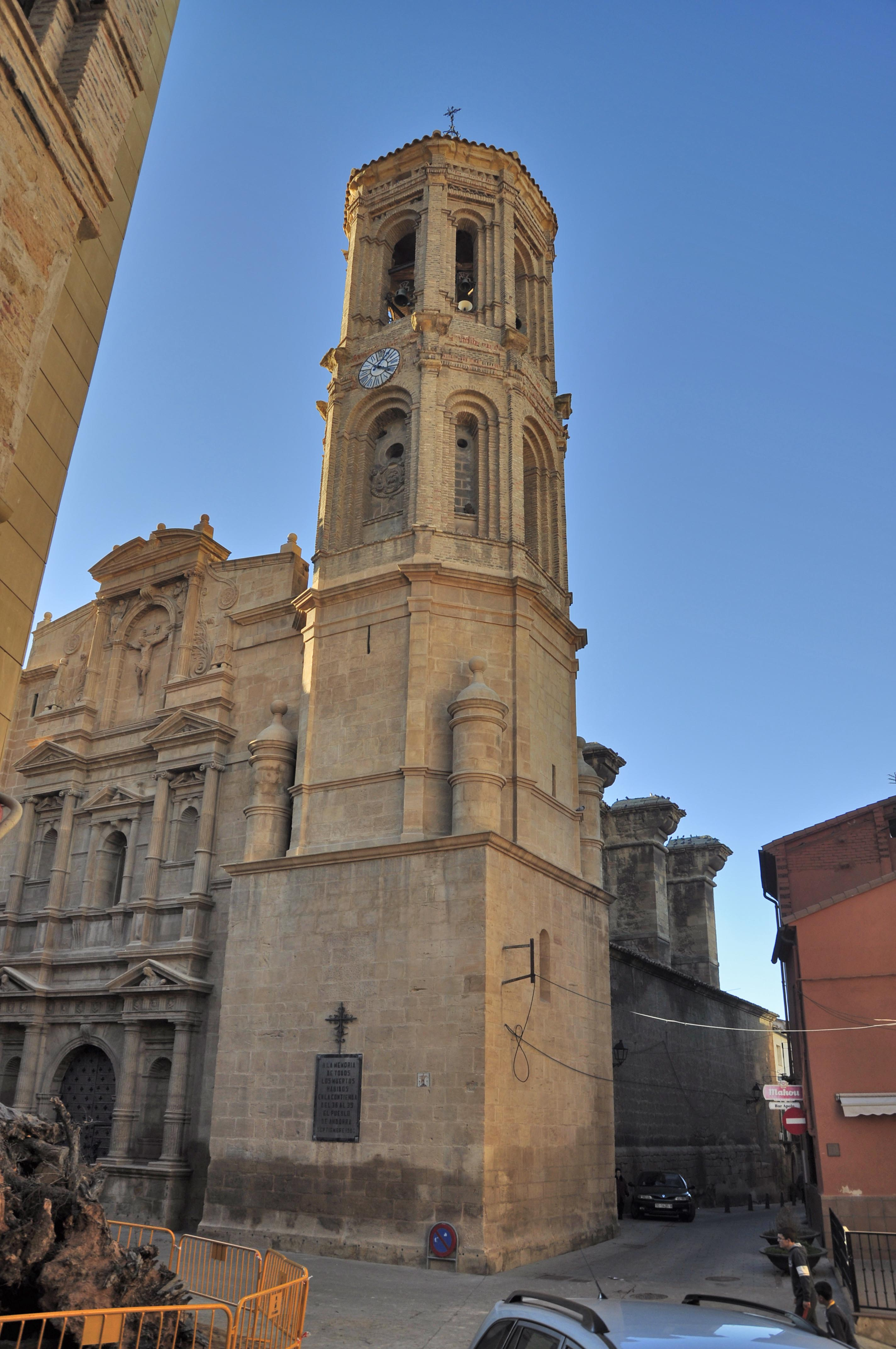
Iglesia de la Natividad (siglos -), bien de interés cultural desde 2002

En la plaza Mayor de Andorra se alza la Iglesia de Nuestra Señora de la Natividad, construida entre finales del siglo XVI y principios del siglo XVII. Combina elementos de un incipiente barroco con otros de tradición mudéjar. Es un templo de notables dimensiones y planta rectangular que consta de una única nave de gran amplitud, y que tiene capillas abiertas entre los contrafuertes y cabecera poligonal plana al exterior. La nave y las capillas están cubiertas con bóvedas de cañón con lunetos.
Su torre compagina un primer cuerpo de planta cuadrada con los restantes cuerpos de planta octogonal. Al exterior destaca su fachada monumental realizada en clave manierista por Juan Rigor entre 1592 y 1609. En el interior, un gran cuadro dedicado a la Natividad de la Virgen es el mayor atractivo del altar Mayor.

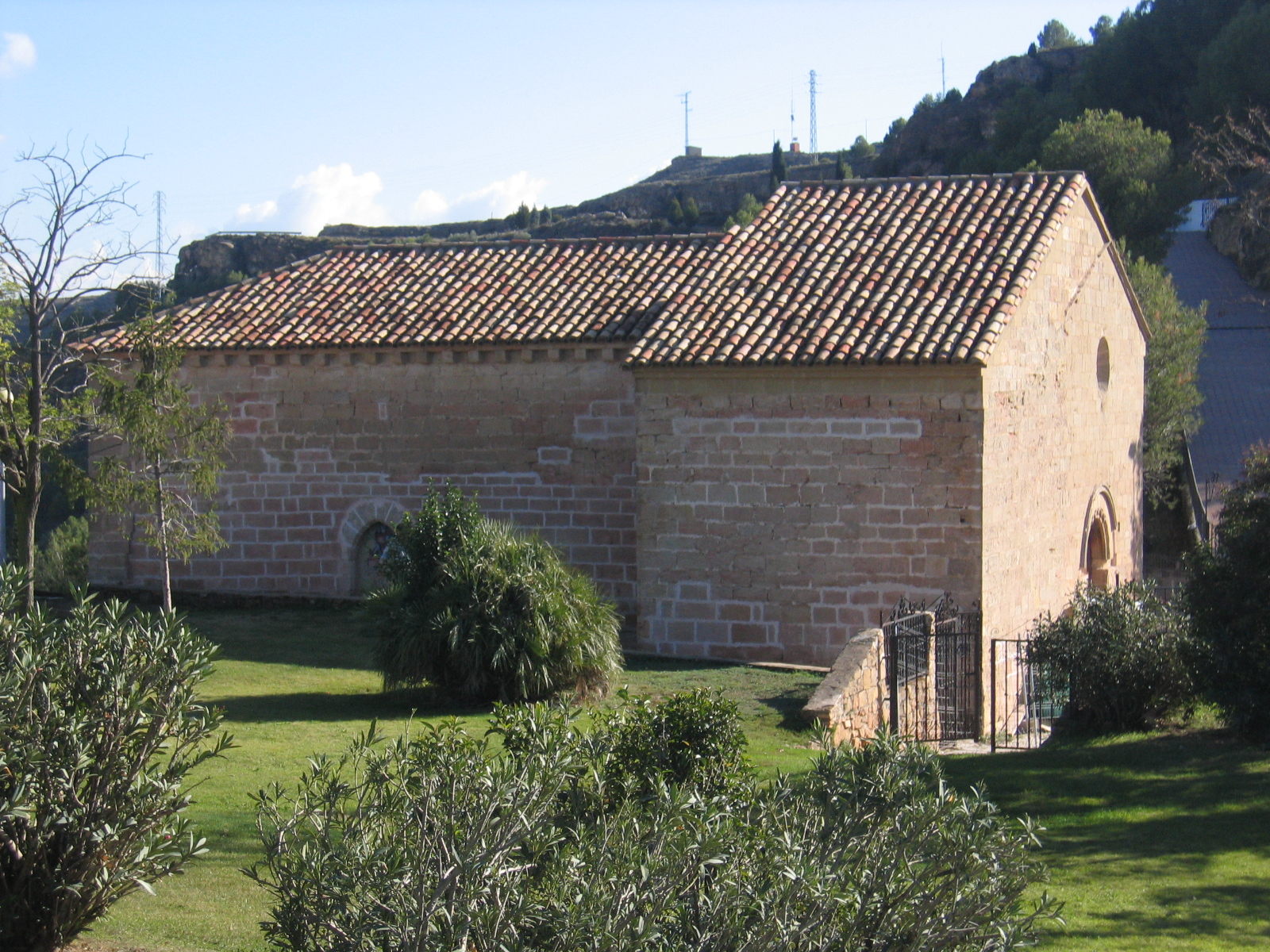
Ermita de la Virgen del Pilar. Su núcleo original es románico del

Subiendo por un laberinto de callejuelas se encuentra la ermita de la Virgen del Pilar, uno de los edificios más antiguos de la comarca. Fue construida sobre un anterior templo románico y su actual aspecto gótico se debe a posteriores reformas entre los siglos XIV y XVI. El edificio posee una nave de planta rectangular dividida en cinco tramos y rematada con cabecera plana. Se cubre con bóvedas de crucería simple con clave. Tanto el exterior como el interior se caracterizan por su sobriedad.
En el monte de San Macario se eleva la ermita de San Macario, templo del siglo XVIII de gran arraigo y devoción entre la población. Es una obra de mampostería de planta rectangular con una nave de tres tramos reforzada por gruesos muros y cabecera cuadrada. En la actualidad se utiliza como hospedería una parte aneja a la ermita. En torno a ella está el parque de San Macario, lugar de recreo y esparcimiento de los andorranos. Desde sus miradores se aprecia una bella panorámica de la villa, entre cuyas montañas destaca la silueta de la chimenea de la central térmica y la zona de minas a cielo abierto que configuran el paisaje del término municipal.

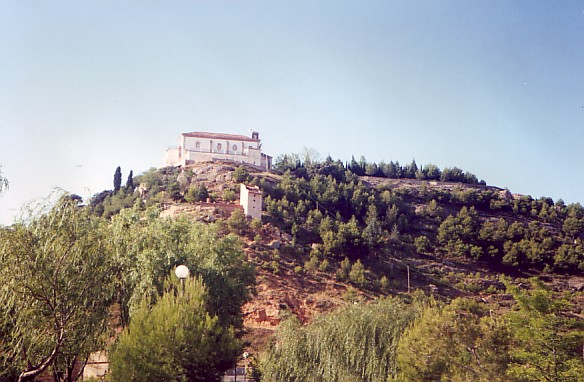
Ermita y parque de San Macario, patrono de la villa. Goza de un gran arraigo y devoción entre la población de Andorra.

En los aledaños del parque de San Macario se encuentra el parque arqueológico de El Cabo, que reproduce un poblado íbero cuyo origen se remonta al siglo V a. C. Originariamente el poblado estaba situado junto a las explotaciones mineras, siendo excavado y trasladado piedra a piedra hasta su actual emplazamiento. Se encuentra totalmente reconstruido en planta, y tres de sus espacios han sido reconstruidos en alzado, pues la información recogida en la excavación ha permitido concluir como era el módulo de sus adobes, sus techumbres y sus entradas. Junto al emplazamiento original del poblado de El Cabo, cerca del agujero de la mina a cielo abierto, fue hallada una necrópolis con seis túmulos y siete urnas funerarias que contenían restos humanos incinerados y multitud de fragmentos de bronce que pertenecían a un ajuar.

### Fiestas

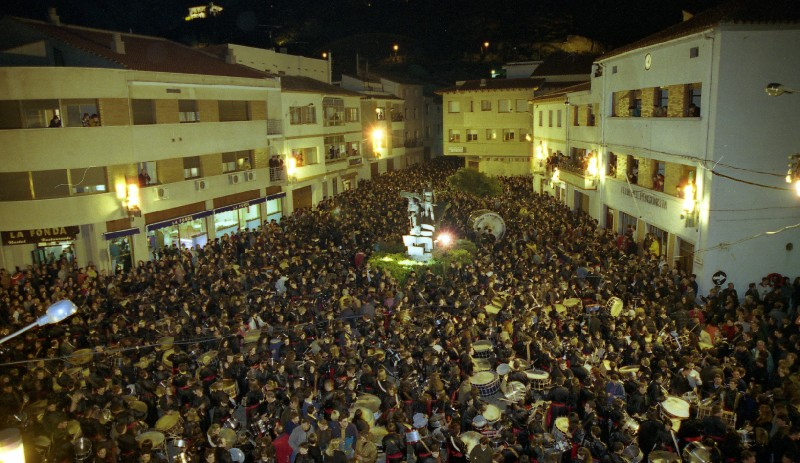
Acto de «romper la hora» en la plaza del Regallo (Semana Santa de Andorra)

- Fiesta de Santa Águeda, el 5 de febrero. Una de las fiestas más curiosas y populares, celebrada por la práctica totalidad de las mujeres del municipio.
- De notable interés es la Semana Santa de Andorra, con el acto de «romper la hora» el Jueves Santo y la subida en procesión a la Ermita de San Macario para tocar el tambor y el bombo al «Cristo de los Tambores». Junto a otras localidades del sur de Aragón, Andorra forma parte de la Ruta del tambor y el bombo. La importancia de esta festividad queda patente por la existencia en la villa del Museo de la Semana Santa, espacio ubicado en lo que fuera un almacén municipal en donde pueden verse los diferentes pasos procesionales de cada una de las cofradías que participan en la Semana Santa andorrana.[22]
- Día de San Jorge, se celebra el 23 de abril en todo Aragón al ser el patrón de la comunidad. Se preparan actos como música, libros y actividades lúdicas y recreativas.
- Fiestas de Interpeñas, el último fin de semana del mes de julio.
- Fiestas de la Virgen y San Roque, del 15 al 16 de agosto. Entre sus actos destacan las «carreras de pollos», que consisten en varias carreras pedestres premiadas con varios pollos.
- Fiestas Patronales de San Macario, del 7 al 11 de septiembre. Por su carácter popular, son dignos de mención el «chupinazo» y los pirotécnicos «toros de fuego».

### Deporte
- Andorra CF, en el pasado conocido como Endesa Andorra por motivos de patrocinio. Su mejor clasificación en la liga han sido dos cuartos puestos en Segunda División B, en las temporadas 1984/85 y 1987/88.
- Polideportivo Andorra Fútbol Sala, conocido por militar en categorías oro, plata, Nacional A, en Tercera División y actualmente en 1 Autonómica de fútbol sala de Aragón.
- Club Ciclista Polideportivo Andorra.
- Zancadas, club de atletismo.
- Kolectivo Vertical, club de montaña y escalada.
- Club Baloncesto Andorra.
- Club de Bádminton Polideportivo Andorra.
- Fútbol Sala Femenino Polideportivo Andorra, recuperado en el año 2019, actualmente milita en segunda autonómica aragonesa de fútbol sala por segundo año. También dispone de una sección femenina donde actualmente hay cerca de 55 niñas.

## Ciudades hermanadas
La villa de Andorra está hermanada con la de Sitges (Barcelona) desde 1991, por iniciativa de la Asociación Aragonesa de Sitges.